# Strada statale 58 ter della Carniola
La strada statale 58 ter della Carniola (SS 58 ter) era una strada statale italiana.

## Storia
La SS 58 ter venne istituita nel 1942 in seguito all'annessione all'Italia di parte del territorio jugoslavo, ed era definita dal seguente percorso: "Novo Mesto - Metlica - confine di Stato".
La strada passò alla Jugoslavia in seguito alla modifica dei confini conseguente alla seconda guerra mondiale.

## Percorso
La strada aveva origine a Novo Mesto dalla strada statale 58 della Carniola, e si dirigeva verso sud toccando Metlica; quindi raggiungeva il confine croato.